# Jelena Wiktorowna De-Wos-Sobolewa
Jelena Wiktorowna De-Wos-Sobolewa, geboren Helene De Vos, (russisch Елена Викторовна Де-Вос-Соболева; * 19. Juli 1875 in Gent; † 12. Juli 1945 in Leningrad) war eine belgische bzw. russische bzw. sowjetische Koloratursopranistin und Hochschullehrerin.

## Leben
De-Wos, Tochter des Genter Organisten und Gesanglehrers De Vos, lebte ab 1880 in Tiflis und besuchte dort das Gymnasium. Sie studierte Gesang an der Kiewer Musikschule bei Camille François Everard (Abschluss 1898) und nahm dann Gesangsstunden wieder in Tiflis bei Dmitri Ussatow und später in Brüssel bei ihrem Onkel K. De Vos.
In Tiflis debütierte De-Wos 1893 in einem Konzert zusammen mit Fjodor Schaljapin. Ab 1898 trat sie auf Opernbühnen in Jekaterinoslaw und Kischinau (1901), Perm (1903–1904, 1914–1917), Solikamsk, Ussolje und Tscherdyn (1903–1904 zusammen mit Jekaterina Kowelkowa), Jekaterinburg (1904, 1909, 1911), Moskau (1904, 1908–1912 in dem von Sergei Mamontow, Sohn von Sawwa Mamontow, gegründeten privaten Opernhaus), Nischni Nowgorod und Kiew (1906), Saratow und Kasan (1909), Riga (1909–1910) sowie auch Charkow, Odessa und Tiflis auf.
Nach der Oktoberrevolution während des Bürgerkriegs war sie 1918–1921 Solistin und Regisseurin des Nischni Nowgoroder Proletkult-Operntheaters. Einer ihrer vielen Partner war Fjodor Schaljapin. Ihr umfangreiches und vielfältiges Repertoire umfasste die klassische Opern- und Operettenliteratur.
De-Wos lehrte ab 1917 am Petrograder Volkskonservatorium, 1918–1922 am Nischni Nowgoroder Volkskonservatorium und 1923–1940 am Leningrader Konservatorium mit Ernennung zur Professorin 1926. Zu ihren Schülerinnen gehörten Marija Wiks, Wera Dawydowa, Olga Kaschewarowa und Nina Serwal.